# Musée municipal d’art de Busan
Le musée municipal d'art de Busan (en coréen 부산시립미술관, en anglais Busean Museum of Art) est un musée de la ville de Pusan (Corée du Sud) consacré à l'art moderne et contemporain.

## Description
La construction du musée a commencé en décembre 1994 et le musée a ouvert le 20 mars 1998. Sa superficie est de 21 560 m2, sur trois niveaux. Il est environné d'un parc de sculptures en plein air.

## Collections
Le musée possédait environ 2 700 pièces en 2019 : des œuvres d'art coréennes modernes et contemporaines, en particulier d'artistes actifs principalement à Pusan (dont Yang Dal-suk, Woo Shin-chool, Kim Jong-shik, Lim Ho, Song Hae-soo et Seo Sung-chan), des œuvres d'artistes chinois (dont Yue Minjun, Zhang Xiaogang, Xiao Gui, Feng Zhengjie et Zhou Chunya), japonais (dont Morikazu Kumagai, Léonard Foujita et Kentaro Koito), vietnamiens, européens ou américains (dont Henry Miller).

## Annexe consacrée à Lee Ufan
Face au musée lui-même, une annexe est consacrée à Lee Ufan, artiste d'origine coréenne qui a passé son enfance à Pusan. L'artiste a participé à la conception du bâtiment,.